# قطعنامه ۱۸۸۵ شورای امنیت
قطعنامه ۱۸۸۵ شورای امنیت سازمان ملل متحد که در تاریخ ۱۵ سپتامبر ۲۰۰۹ تصویب شد، سندی بین‌المللی دربارهٔ بررسی وضعیت در لیبریا است. این قطعنامه طی نشست ۶۱۸۸ام با ۱۵ رای موافق، ۰ مخالف و ۰ ممتنع تصویب شد.